# 10197 Senigalliesi
A 10197 Senigalliesi (ideiglenes jelöléssel 1996 UO) a Naprendszer kisbolygóövében található aszteroida. V. Goretti fedezte fel 1996. október 18-án.